# Moviestar
För andra betydelser, se Moviestar (olika betydelser).
Moviestar är en sång skriven och inspelad av den svenske artisten Harpo och som finns i både engelskspråkig och svenskspråkig version. Singeln producerades och arrangerades av Bengt Palmers. Bakgrundskören utgörs av Annifrid Lyngstad och Lena Ericsson. Låten blev en världshit och toppade singellistorna i Norge, Schweiz, Sverige, Västtyskland och Österrike. Den 10 juli 1976 gick den svenskspråkiga versionen, också med titeln Moviestar, högst upp i topp på Svensktoppen.
Låten handlar om en person som tror sig vara en stor stjärna, men som i själva verket bara medverkat i en TV-reklam.
Singeln utgavs i flera olika utgåvor med olika låtlistor där B-sidan varierar mellan att vara Teddy Love och I Don't Know Why.
Moviestar är en av titlarna i boken Tusen svenska klassiker (2009).

## Låtlista
Där inte annat anges är låtarna skrivna av Harpo.
Version 1
1. "Moviestar" – 3:21
2. "Teddy Love"  (Harpo, Bengt Palmers)

Version 2
1. "Moviestar" – 3:21
2. "I Don't Know Why" – 2:50

## Listplaceringar
| Lista (1975-1976, 1997) | Position |
| ----------------------- | -------- |
| Australien              | 3        |
| Danmark                 | 1        |
| Finland                 | 10       |
| Frankrike               | 32       |
| Irland                  | 13       |
| Nederländerna           | 3        |
| Norge                   | 1        |
| Nya Zeeland             | 9        |
| Schweiz                 | 1        |
| Storbritannien          | 24       |
| Sverige                 | 1        |
| Västtyskland            | 1        |
| Österrike               | 1        |

## Personer som omnämns i texten
Följande kända personer omnämns i texten till Moviestar:
- Steve McQueen
- James Bond (engelsk version)
- James Dean
- Ingmar Bergman (engelsk version)
- Columbo (svensk version)
- Humphrey Bogart (svensk version)

## Coversioner
- Sången finns med på den tyska gruppen And Ones skiva Nordhausen.
- Showgruppen Highway Stars spelade in låten som singel 1989.[17]
- Hårdrocksbandet Flintstens med Stanley har spelat in den svenska versionen av sången.[18]
- Den svenska artisten Evelyn har spelat in en cover på låten på albumet Party Starter (2000).
- Den norska ishockeystjärnan Espen "Shampo" Knutsen gav 1989 ut en sång med titeln Hockeystar, som använder melodin till Moviestar men med en ny text.
- I den tolfte säsongen av Så mycket bättre tolkades låten av Thomas Stenström.[19]

## Användning i populärkultur
- Sången förekom i en reklamfilm för Nissan Primera 1996–1997 och lyckades 1997 som högst nå en 21:a plats på den svenska singellistan.